# Edvin

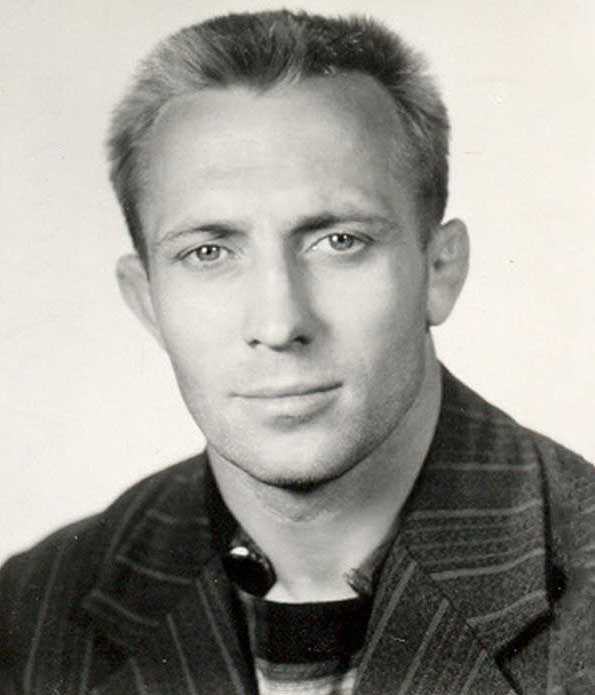
Edvin Vesterby.

Edvin är ett mansnamn med engelskt ursprung (fornengelska Eadwine) och bildat av ead 'rikedom' och wine 'vän'.

## Edvin i Sverige
Namnet har använts i Sverige sedan slutet av 1700-talet. Det blev populärt i början av 1900-talet och är nu, hundra år senare, ett av de namn som ökar snabbast i frekvens. Stavningen med enkelt v är vanligast, men Edwin är numera på frammarsch.
Det fanns 31 december 2022 totalt 23 501 personer i Sverige med förnamnet Edvin/Edwin, varav 12 944 hade det som tilltalsnamn. Medelåldern bland män för tilltalsnamnet Edvin/Edwin är 16 år.
Namnsdag: 11 mars tillsammans med Egon (sedan 1901). I den finlandssvenska namnsdagslängden har Edvin namnsdag 9 mars sedan starten 1929, då en egen namnsdagskalender togs i bruk för finlandssvenskar.

## Personer med förnamnet Edvin/Edwin
- Edwin av Northumbria, anglosaxisk kung i Skottland som gett namn åt Edinburgh
- Edvin Adolphson, svensk skådespelare
- Edvin Ahmad, svensk skådespelare
- Edwin "Buzz" Aldrin, amerikansk astronaut
- Edwin V. Champion, amerikansk politiker
- Edvin Eriksson, svensk militär
- Edwin Fischer, schweizisk pianist
- Edvin Kanka Ćudić, bosnisk människorättsaktivist
- Edwin Hubble, amerikansk astronom
- Edvin Kallstenius, tonsättare
- Edwin G. Krebs, amerikansk biokemist, mottagare av Nobelpriset i fysiologi eller medicin 1992.
- Edvin Laine, finländsk film- och teaterregissör
- Edwin Linkomies, finländsk vetenskapsman och politiker, Finlands statsminister 1943–1944
- Edvin Mattiasson, brottare, OS-brons 1912
- Edwin McMillan, amerikansk fysiker, mottog Nobelpriset i fysik 1951
- Edwin Moses, amerikansk friidrottare, häcklöpare
- Sven Edvin Salje, svensk författare
- Edwin van der Sar, holländsk landslagsmålvakt
- Per Edvin Sköld, politiker (S), statsråd
- Edvin Vesterby, brottare, OS-silver 1956
- Edvin Wide, friidrottare (långdistansare), OS-silver 1924, OS-brons 1924 och 1928, bragdmedaljör
- Edvin Öhrström, svensk konstnär

## Fiktiva personer med förnamnet Edvin
- Edvin Eriksson (spelad av Krister Claesson), butikspersonal i TV-serien Full Frys
- Edvin, berättaren i P.C. Jersilds roman Efter floden från 1982
- Edwin, jägare i den tecknade serien Hälge